# Ștefan Afloroaei
Ștefan Afloroaei (n. 25 iulie 1952, Pașcani⁠(d), Iași, România) este un filosof român, membru corespondent al Academiei Române din anul 2015.
A urmat studii de filozofie la Universitatea „Alexandru Ioan Cuza” din Iași. A luat doctoratul în istoria filozofiei moderne, la Universitatea din București, în 1985. Este profesor la Facultatea de Filozofie, catedra de istoria filozofiei și hermeneutică „Ernest Stere", de la Universitatea „Alexandru Ioan Cuza" din Iași.
Face parte din colegiul de redacție al unor reviste: Timpul, Hermeneia, Vizual, Transilvania, Analele științifice ale Universității „Alexandru Ioan Cuza” (secțiunea Filosofie), Journal for Interdisciplinary Research on Religion and Science, META. Research on Hermeneutics, Phenomenology and Practical Philosophy.
La 26 noiembrie 2015 a fost ales membru corespondent al Academiei Române.

## Cărți publicate
- Ipostaze ale rațiunii negative. Scenarii istorico-simbolice, Editura Științifică, București, 1991;
- Întâmplare și destin, Editura Institutul European, Iași, 1993;
- Lumea ca reprezentare a celuilalt, Editura Institutul European, Iași, 1994;
- Cum este posibilă filosofia în estul Europei, Editura Polirom, Iași, 1997;
- Locul metafizic al străinului (în colaborare), Editura Fundației Axis, Iași, 2003;
- Metafizica noastră de toate zilele, Editura Humanitas, București, 2008;
- Privind altfel lumea celor absurde, Editura Humanitas, București, 2013.